# Адеко
АДЕКО - Асоцијација за Дизајн, Елементе и Конструкције - (енгл. Association for Design, Elements and Constructions) је друштво које окупља научне и стручне раднике, који се баве истраживањем у области пројектовања и конструисања. Председник Адеко друштва је проф. др Радивоје Митровић а секретар проф. др Жарко Мишковић.

## Историја
АДЕКО је наследник ЈуДЕКО (Југословенско Друштво за Машинске Елементе и Констрикције) друштва које је настало 1973. године у СФРЈ.
Током свог рада у СФРЈ одржане су стручне конференције:
- Актуелни проблеми производње зупчаника. Београд, 26. април 1973.
- Скуп о зупчаницима и клизним лежајевима. Загреб, 22-24. јануар 1974.
- Општа проблематика конструисања у машинству. Љубљана, 6-7. септембар 1976.
- Светски симпозијум о зупчаницима и зупчастим преносницима. Купари, 13-16. септембар 1978.
- Актуелни проблеми машинских елемената и конструкција. Охрид, 3-6. јуни 1985.
- Цавтат 28-30. август 1990.

Након распада СФРЈ, на територији СРЈ и Републике Српске организован је рад друштва који је касније, 2006. године, променио име у АДЕКО.
На иницијативу професора Зорана Савића са Машинског факултета из Београда, проф. др Еугена Обершмита са ФСБ из Загреба, проф. др Јоже Хлебање са ФС из Љубљане и проф. др Димитра Стамболиева за МФ из Скопља, 19. фебруара 1973. године на Машинском факултету у Београду основано је Југословенско друштво за машинске елементе и конструкције – ЈуДЕКО. Према Статуту Друштва предвиђени су следећи органи: Скупштина, Извршни одбор И Наџорни одбор.
ЈуДЕКО друштво је 2006. године трансформисано у АДЕКО асосијацију - Асоцијација за Дизајн, Елементе и Конструкције (eng.: Association for Design, Elements and Constructions; nem.: Association für Design, Elementen und Konstruktionen), а Извршни одбор у Координационо тело.

## Мисија
Мисија АДЕКО асоцијације:
- Интензивирање активности научних и стручних радника у области развоја односно настајања нових производа у привредним субјектима региона;
- Дефинисање циљева за унапређење универзитетске наставе као и прецизно дефинисање меродавних компетенци развојних инжењера сагласно потребама привреде;
- Координација активности на плану изврсности, релевантности и ефикасне примене резултата истраживања на факултетима и истраживачким организацијама у циљу развоја привреде региона;
- Успостављање и проширење контаката и сарадње између стручњака и организација региона са са универитетима у Европи и свету;
- Организација стручних и научних скупова – конгреса, конференција, симпозијума, семинара и других стручних саветовања

## Активности
У периоду од 1973. до 1990. године ЈуДЕКО друштво постигло је значајне резултате како у организацији научно стручних скупова, тако и у повезивању стручњака из ове области у земљи и иностранству, као и унапређења наставе. Организовано је 8 научно стручних скупова и 2 међународне конференције (табела 1 -Инсерт – Хyперлинк). Један од најзначајнијих скупова био је Светски симпозијум о зупчаницима и зупчастим преносницимa који је одржан од 13. до 16. септембра 1978. у Купарима.
Активности и резултати деловања ЈуДЕКО Друштва у периоду 1995-2005. године:
- Одржано је укупно 15 скупова и то 5. ИРМЕС научно-стручних скупова, 5-СЕВЕР-симпозијума, 3.КОД научно стручних скупова и 2 семинара (табела 2-Инсерт – Хyперлинк);
- Од 1997. године у непосредној организацији ЈуДЕКО друштва излази двојезични часопис „Конструисање машина“ на српском и енглеском језику;
- Основано је Балканско удружење за преноснике снаге (БАПТ), где је ЈуДЕКО члан удружења;
- У неколико наврата разматрани су наставни планови и програми из Машинских елемената и Основа конструисања а о закључцима су обавештавани машински факултети и Катедре за машинске конструкције;
- Омогућено је већем број научних радника учешће у ЦЕЕПУС пројекту који финансира боравак професора овог региона на различитим Универзитетима у Европи.

Активности и резултати рада АДЕКО у периоду 2006-2018. године:
Одржано је укупно 18 скупова: 3. ИРМЕС конференције (http://irmes2019.kg.ac.rs/index.php?lang=en), 1 БАПТ конференција (http://www.bapt.eu), 7 КОД-симпозијума (http://www.kod.ftn.uns.ac.rs), 4. COMET-а конференције (http://www.cometa.rs.ba) и 3.семинара (табела 3 -Инсерт – Хyперлинк);
- Од 2007. године у сарадњи са АДЕКО друштва и ФТН Нови Сад излази часопис „Мацхине Десигн“ на енглеском језику, који од 2016. године спада у категорију водећих домаћих научних часописа (М51). http://www.mdesign.ftn.uns.ac.rs/;
- Подстакнута је сарадња и помоћ око рада на међународним пројектима ЦЕЕПУС, ТЕМПУС;
- Било је доста активности око иновације наставе у области развоја производа;